# Trnjaci (Republika Serbska)
Trnjaci (cyr. Трњаци) – wieś w Bośni i Hercegowinie, w Republice Serbskiej, w mieście Bijeljina. W 2013 roku liczyła 1074 mieszkańców.